# Años 160
Los años 160 o década del 160 empezó el 1 de enero del 160 y terminó el 31 de diciembre del 169.

## Acontecimientos
- San Sotero sucede a San Aniceto como papa en el año 166
- La peste antonina del 165-180.
- Marco Aurelio nombra su sucesor a su hijo Marco Annio Vero César (162 - 169), de solo cuatro años. Sin embargo, morirá solo tres años después, sin llegar por tanto a alcanzar la dignidad imperial.

## Personas destacadas
- Marco Aurelio, filósofo y emperador (161-180)
- Galeno, médico romano de origen griego